# Chalenata
Chalenata is een geslacht van vlinders van de familie Uilen (Noctuidae), uit de onderfamilie Acontiinae.

## Soorten
- C. bilinea Schaus, 1904
- C. fumosa Butler, 1879
- C. lilacina Hampson, 1910
- C. mesonephele Hampson, 1910
- C. micaceella Walker, 1864
- C. noxia Schaus, 1911
- C. quella Dyar, 1914
- C. ustata Druce, 1909
- C. ustatina Dyar, 1914